# Droit de vote des étrangers en Suisse

Carte de la Suisse, colorée selon le droit des résidents étrangers de voter aux élections cantonales et municipales.
Cantons accordant le droit de vote et d'élection aux résidents étrangers lors de votations et élections cantonales.
Cantons ou municipalités accordant le droit de vote aux résidents étrangers pour les référendums municipaux, et le droit d'élection et d'éligibilité lors d'élections municipales.
Cantons ou municipalités accordant le droit de vote aux résidents étrangers lors d'élections ou de votations municipales.
Cantons laissant aux communes le pouvoir d'attribution du droit de vote et d'élection aux résidents étrangers au niveau municipal.
Cantons ou municipalités n'octroyant aucun droit de vote et d'élection aux résidents étrangers.

Le droit de vote des étrangers en Suisse dépend de l'échelon politique. Si la Constitution fédérale réserve l'exercice des droits politiques fédéraux aux citoyens suisses, les cantons sont en revanche libres d'édicter leurs propres règles en la matière.

## Confédération
Au niveau fédéral, l’exercice des droits politiques au sens strict (droit de vote, participation aux initiatives et aux référendums populaires, éligibilité) est limité aux citoyens suisses âgés de plus de 18 ans par la Constitution fédérale suisse (art. 136, art. 143 et art. 150). Un postulat proposant le droit de vote des ressortissants étrangers sur le plan fédéral, déposé le 4 octobre 2000 devant le Conseil national a été rejeté le 4 octobre 2001.
Dans la Constitution fédérale (article 36 alinéa 1), l’attribution de droits politiques cantonaux et communaux au-delà du seuil fédéral minimum (abaissement de l'âge de vote, extension du droit aux non-nationaux) relève de la compétence des cantons (qui peuvent à leur tour la déléguer aux communes). En théorie, les étrangers peuvent donc être élus au Conseil des États, l'article 150 alinéa 3 de la Constitution prévoit en effet que « Les cantons édictent les règles applicables à l’élection de leurs députés au Conseil des États ».
Au niveau cantonal, seuls les cantons du Jura et de Neuchâtel accordent aux étrangers le droit de vote au niveau cantonal, sans pour autant leur octroyer le droit d’être élu (droit d’éligibilité). Au niveau communal, ce sont 600 communes réparties dans 6 cantons (Jura, Neuchâtel, Vaud, Fribourg, les Grisons et Appenzell Rhodes-Extérieures) qui accordent aux étrangers le droit d’éligibilité.

## Appenzell Rhodes-Extérieures
L'article 105 alinéa 2 de la constitution cantonale du 30 avril 1995 laisse aux communes du canton d'Appenzell Rhodes-Extérieures la liberté d'accorder ou non des droits politiques aux étrangers, à condition toutefois que les intéressés résident depuis au moins dix ans en Suisse et qu'ils en aient passé cinq dans le canton. Trois des vingt communes du canton ont accordé ce droit : Wald (en 1999), Speicher (en 2002) et Trogen (en 2004).

## Argovie
Le droit de vote et d’éligibilité des étrangers au niveau communal a été refusé dans le Canton d'Argovie lors d’une votation sur une initiative populaire en 1996.

## Bâle-Ville
Le canton de Bâle-Ville, qui compte une forte population étrangère avec près de 55 000 étrangers, représentant près de 30 % de la population, a inséré dans sa constitution de 2005, entrée en vigueur le 13 novembre 2006, la possibilité pour chacune de ses trois communes (Bâle, Riehen et Bettingen) d'étendre le droit de vote et d'éligibilité communal à « d'autres habitants et habitantes » que ceux « qui détiennent la nationalité suisse et ont atteint l'âge de 18 ans ». Dans la réalité, seules les deux communes autonomes bénéficient de cette possibilité, la ville de Bâle étant administrée directement par le canton.

## Berne
Le Grand Conseil du canton de Berne a refusé en avril 2005 par 98 voix contre 86 un projet du gouvernement cantonal qui aurait laissé la liberté aux communes d'accorder ou non le droit de vote des étrangers en matière communale. Le droit de vote n'aurait ainsi pu être octroyé qu'aux étrangers vivant en Suisse depuis au moins dix ans, dans le canton depuis au moins cinq ans et dans la commune depuis au moins trois mois.
Un projet similaire, présenté par le Parti socialiste bernois et le Parti socialiste autonome, a été rejeté le 25 janvier 2007 par 77 voix contre 73, alors qu'il était à nouveau soutenu par le gouvernement cantonal. Les oppositions sont principalement venues du bloc bourgeois, UDC et radicaux, ce dernier s'étant pourtant déclaré favorable au projet deux ans plus tôt. En 2005, une première tentative avait déjà échoué devant le Grand Conseil..
En août 2008, une initiative populaire soutenue par les socialistes, les Verts et les syndicats a récolté le nombre suffisant de signatures (12 500) en faveur d'une modification de la constitution bernoise permettant à chaque commune d'accorder le droit de vote à ses résidents étrangers. Celle-ci a été rejetée par le peuple le 26 septembre 2010.

## Fribourg
La nouvelle Constitution du canton de Fribourg, adoptée le 16 mai 2004, énonce dans son article 48 : « Ont le droit de voter et d'élire en matière communale, s'ils sont majeurs [...] les étrangères et étrangers domiciliés dans la commune qui sont domiciliés dans le canton depuis au moins cinq ans et au bénéfice d'une autorisation d'établissement ».
La loi du 16 mars 2005 introduisant les droits politiques des étrangers et des Suisses de l'étranger a modifié la loi sur l'exercice des droits politiques pour la mettre en conformité avec la nouvelle Constitution. Elle précise également que « toute personne jouissant des droits politiques en matière communale est éligible ».

## Genève
Le 24 avril 2005, 52,3 % des électeurs du canton de Genève approuvent une initiative octroyant le droit de vote communal aux étrangers résidant dans le canton depuis plus de 8 ans. Une autre initiative incluant le droit d'éligibilité ne recueille que 47,2 % des voix. Genève est le 6e canton du pays à accorder des droits politiques à ses ressortissants étrangers.
La votation eut lieu après quatre tentatives infructueuses : Le 17 juin 1979, 56,3 % des électeurs refusent d'accorder aux étrangers les droits de vote et d'éligibilité aux élections prud'homales. Le 6 juin 1993, 71,3 % des votants refusent une initiative en faveur du droit de vote et d'éligibilité communal. Le 28 novembre 1993, le même pourcentage de votants refuse une 2e initiative en faveur du seul droit de vote. Enfin, le 4 mars 2001, 52 % des électeurs écartent une loi constitutionnelle en faveur du droit de vote et d'éligibilité communal.
Concrètement, l'article 42 de la Constitution cantonale a été modifié pour donner le droit de vote aux élections municipales aux ressortissants étrangers ayant leur domicile légal en Suisse depuis huit ans au moins. En revanche, l'éligibilité des étrangers a été refusée.
La disposition constitutionnelle sur le vote des étrangers est exécutoire et d'application directe. Cependant, un projet de loi modifiant la loi sur l'exercice des droits politiques pour la rendre conforme à la Constitution a été déposé le 14 septembre 2005.

## Glaris
Réunis en Landsgemeinde le 2 mai 2010, les électeurs du Canton de Glaris ont rejeté une proposition visant à accorder le droit de vote aux étrangers.

## Grisons
L'article 9 de la Constitution du Canton des Grisons du 14 septembre 2003 donne le droit de vote aux Suisses, mais n'exclut pas que le droit de vote puisse être octroyé aux étrangers en matière cantonale, puisqu'il laisse au législateur le soin d'en déterminer, le cas échéant, les modalités. Aucune loi n'a été adoptée en ce sens.
La même disposition constitutionnelle énonce que les communes peuvent décider d'accorder aux étrangers non seulement le droit de vote, mais aussi l'éligibilité. En novembre 2009, dix communes (sur les 208 que comptait le canton) avaient usé de cette faculté: Bever, Calfreisen, Conters im Prättigau, Fideris, Lüen, Schnaus, Masein, Portein (fusionnée le 1er janvier 2010 au sein de la commune de Cazis), Bonaduz et Cazis (Bever et Cazis sont bilingues allemand-romanche, Schnaus unilingue romanche),.

## Jura
Lors de sa création, en 1978, le canton du Jura a donné le droit de vote aux étrangers.
La Constitution cantonale donne le droit de vote aux citoyens « possédant la nationalité suisse » et précise, dans son article 73, que « la loi définit et règle le droit de vote et les autres droits politiques des étrangers ».
La loi sur les droits politiques du 26 octobre 1978 prévoit, dans son article 3, que les étrangers peuvent voter aux élections municipales à condition d'être domiciliés dans le canton depuis dix ans et dans la commune depuis trente jours. Elle précise que les étrangers titulaires du droit de vote sont éligibles aux élections municipales.
La même loi donne aux étrangers le droit de vote aux élections cantonales sous la seule condition de la domiciliation dans le canton depuis dix ans.
Le 21 février 2007, le Parlement a voté une loi (51 voix contre 4) permettant aux étrangers d'être élus au poste de maire. Le candidat devra avoir séjourné de façon régulière pendant 10 ans en Suisse dont minimum un an dans la République du Jura.
Le 17 juin 2007, le peuple jurassien a voté contre la loi sur l'éligibilité des étrangers et a donc annulé le vote du Parlement.
Le 28 septembre 2014, le Souverain jurassien approuve à 54 % l'éligibilité des étrangers dans les exécutifs communaux à l'exception du Maire.

## Lucerne
L’art. 15 al. 2 du projet de nouvelle Constitution du canton de Lucerne prévoyait la possibilité pour les communes d’introduire le droit de vote au niveau communal. Il ne figure plus dans le texte soumis en votation populaire le 17 juin 2007.

## Neuchâtel
Ce canton a accordé le droit de vote aux étrangers aux élections municipales dès 1849. Il a ensuite supprimé cette disposition, puis l'a réintroduite en 1875.
La loi sur les droits politiques du 17 octobre 1984 donne le droit de vote aux élections municipales aux étrangers en situation régulière, à condition qu'ils soient domiciliés dans le canton depuis au moins un an. Ils sont également éligibles.
La révision constitutionnelle de l'année 2000 a accordé le droit de vote aux élections cantonales aux étrangers domiciliés dans le canton depuis au moins cinq ans.
Neuchâtel a reconnu dès 1850 le droit de vote, mais pas d'éligibilité, des résidents étrangers aux élections municipales. Il faut rappeler qu'au XIXe siècle le droit de vote et d'éligibilité n'était pas automatiquement garanti aux citoyens d'un canton dans un autre canton.
En juin 2007, à la suite d'une initiative constitutionnelle populaire cantonale, droit d'éligibilité des étrangers aux législatifs et exécutifs communaux est accordé par la population, cependant le droit d'éligibilité au niveau cantonal a été refusée.
En septembre 2016, le décret portant sur la modification de la Constitution cantonale sur l'éligibilité des étrangers est refusé par le peuple.

## Schaffhouse
En 2001, une votation populaire a rejeté le droit de vote des étrangers dans le canton de Schaffhouse.
Le 28 septembre 2014, le corps électoral du canton refuse à 85 % l'octroi du droit de vote aux étrangers.

## Soleure
En 1997, le peuple du canton de Soleure a rejeté, à 88,5 %, une proposition d'étendre le droit de vote aux étrangers.

## Thurgovie
L'article 19 de la constitution du canton de Thurgovie et l’article 2 al. 1 de la Loi sur les droits politiques autorisent les communes à accorder le droit de vote communal à titre consultatif. En novembre 2009, seules deux communes avaient demandé à bénéficier de cette option, Langrickenbach et Lengwil.

## Uri
Lors d'une initiative populaire demandant des droits complets communaux et cantonaux, les électeurs du Canton d'Uri se prononcèrent négativement à 84 %.

## Vaud
La nouvelle Constitution vaudoise, du 14 avril 2003, énonce, dans son article 142, que « font partie du corps électoral communal [...] les étrangers et les étrangères domiciliés dans la commune qui résident en Suisse au bénéfice d'une autorisation depuis dix ans au moins et sont domiciliés dans le canton depuis trois ans au moins ». En application de cette disposition constitutionnelle, la loi sur l'exercice des droits politiques a été modifiée en 2003 pour accorder le droit de vote aux étrangers. Comme le droit de vote et l'éligibilité sont indivisibles en droit vaudois, les étrangers sont également éligibles aux élections municipales.
En revanche, seuls les Suisses ont le droit de vote et sont éligibles aux élections cantonales.
En avril 2023, le mouvement Ag!ssons lance une initiative pour étendre les droits civiques cantonaux aux étrangers vivant depuis plus de 3 ans dans le canton et plus de 10 ans en Suisse.

## Zoug
Un amendement prévoyant la possibilité pour les communes du canton de Zoug d’introduire le droit de vote au niveau communal et présenté en septembre 2006 lors des débats sur la révision de la Loi sur les droits politiques n’a pas été retenu.

## Zurich
Dans le canton de Zurich, une initiative populaire permettant aux communes d'accorder des droits politiques sur leurs territoires a été largement (74,5 %) refusée en 1993. Une initiative lancée par un citoyen  (Einzelinitiative) demandant l’introduction du droit de vote au niveau communal a été rejetée en février 2007.